# Nils Karlsson-Däumling
Nils Karlsson-Däumling (schwedisch Nils Karlsson-Pyssling flyttar in) ist ein Märchen von Astrid Lindgren.

## Handlung
Dem fünfjährigen Bertil, dessen Eltern in der Fabrik arbeiten und dessen Schwester verstorben ist, begegnet ein Däumling, der Nils Karlsson oder kurz Nisse heißt und in einem Mauseloch unter Bertils Bett wohnt. Nisse verrät Bertil ein Zauberwort, mit dem er auch klein genug werden kann, um in das Mauseloch zu passen. Bertil hilft seinem neuen Freund, das Mauseloch einzurichten.

## Hintergrund
Das Märchen wurde erstmals 1947 in der schwedischen Zeitschrift IDUN veröffentlicht. Illustriert wurde die Geschichte von Ingrid Vang Nyman. 1950 erschien die Geschichte mit Illustrationen von Eva Billow in der Kurzgeschichtensammlung Nils Karlsson Pyssling (1952, deutsch Im Wald sind keine Räuber). Für dieses Buch wurde Astrid Lindgren 1950 mit der Nils-Holgersson-Plakette ausgezeichnet. Die Geschichte thematisiert das Problem der Schlüsselkinder, deren beide Eltern den ganzen Tag einer Erwerbsarbeit nachgehen müssen und die daher tagsüber nach der Schule weitgehend auf sich selbst gestellt sind – dies in einer Zeit, als es auch in Skandinavien noch keine staatliche Kinderbetreuung gab.
1956 erschien die Geschichte auch als Bilderbuch Nils Karlsson-Pyssling flyttar in mit Illustrationen von Ilon Wikland. Das Bilderbuch wurde 1957 im Oetinger-Verlag auch in Deutscher Sprache veröffentlicht.

## Film
1990 wurde die Geschichte verfilmt. Regie führte Staffan Götestam, der bereits als Schauspieler an der Lindgren-Verfilmung Die Brüder Löwenherz mitgewirkt hatte. Lindgren erweiterte das Märchen für den Film und führte weitere Figuren ein, die in Märchen und Bilderbuch nicht vorkommen.

## Hörspiele und Hörbücher
Eine Lesung der Kurzgeschichte von Manfred Steffen erschien 1992 auf Kassette, gemeinsam mit Die Puppe Mirabell und Im Land der Dämmerung. Die Erzählungen wurden unter dem Titel Nils Karlsson-Däumling und andere Geschichten bei dem Label Deutsche Grammophon herausgebracht. Die Lesung von Manfred Steffen ist auch auf der CD Märchen von der Verlagsgruppe Oetinger zu hören.
Außerdem wurde unter dem Titel Nils Karlsson-Däumling und andere Geschichten eine CD von der Verlagsgruppe Oetinger veröffentlicht. Diesmal wurde die Kurzgeschichte von Stefan Kaminski erzählt. Neben Nils Karlsson-Däumling erschienen Lesungen der Geschichten Die Prinzessin, die nicht spielen wollte und Im Wald sind keine Räuber auf der CD. 
Auch der Film wurde 1992 als Hörspiel auf Kassette veröffentlicht. Die Geschichte erschien beim Label Karussell. Der Erzähler ist Wolf Frass. Außer Nils Karlsson-Däumling sind keine weiteren Geschichten auf der Kassette zu finden. Das hängt insbesondere damit zusammen, dass die Filmgeschichte deutlich länger ist, als die Kurzgeschichte.